# Comté de Walsh
Pour les articles homonymes, voir Walsh.
Le comté de Walsh est un des 53 comtés du Dakota du Nord, aux États-Unis. Son siège de comté est la ville de Grafton.

## Démographie
| 1890   | 1900   | 1910   | 1920   | 1930   | 1940   |
| ------ | ------ | ------ | ------ | ------ | ------ |
| 16 587 | 20 288 | 19 491 | 19 087 | 20 047 | 20 747 |

| 1950   | 1960   | 1970   | 1980   | 1990   | 2000   |
| ------ | ------ | ------ | ------ | ------ | ------ |
| 18 859 | 17 997 | 16 251 | 15 371 | 13 840 | 12 389 |

| 2010   | - | - | - | - | - |
| ------ | - | - | - | - | - |
| 11 119 | - | - | - | - | - |